# Hateruma

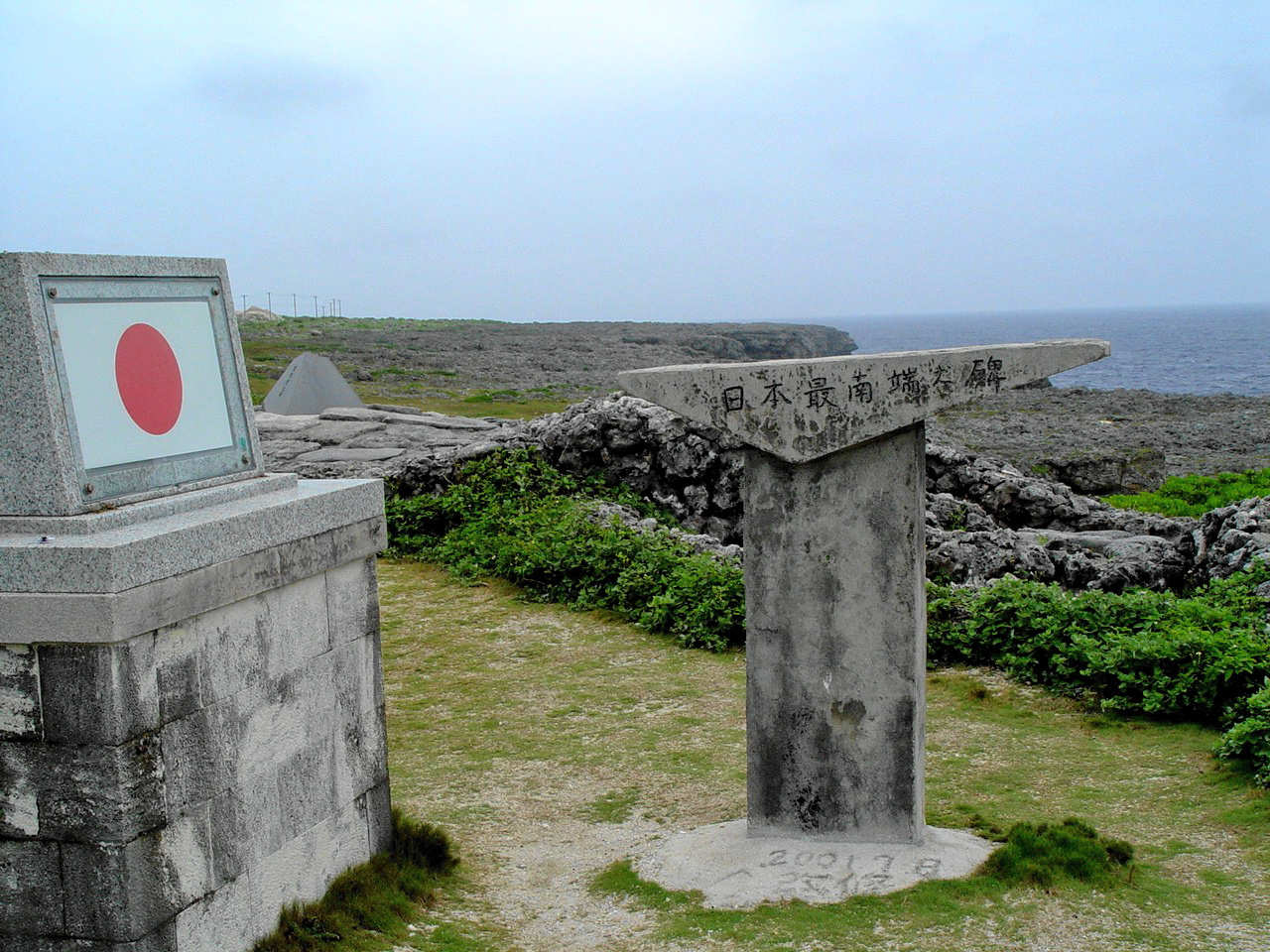
Monumento en el punto más al sur de Japón

La isla Hateruma (en japonés: 波照間島, Hateruma-jima; yaeyama: Hatirōma okinawense: Hatiruma) es una pequeña isla de Japón perteneciente al grupo de las islas Yaeyama. Administrativamente, pertenece a la ciudad de Taketomi del distrito de Yaeyama de la prefectura de Okinawa. En la  isla está el punto más meridional de Japón (24°2'25N, 123° 47'16"E). Hateruma, integrado por corales, tiene 12,7 km² de área y 600 habitantes aproximadamente.[cita requerida]
Los principales productos de la isla son la caña de azúcar, azúcar refinado, y Awanami, un tipo muy apreciado de bebida alcohólica awamori.[cita requerida] Su ubicación al sur lo hace uno de los pocos lugares en Japón, donde la Cruz del Sur se pueden observar.[cita requerida]
El Aeropuerto de Hateruma surte a la isla.